# Karen Sharpe
Pour les articles homonymes, voir Sharpe.
Karen Sharpe est une actrice américaine née le 20 septembre 1934 à San Antonio, Texas (États-Unis).

## Filmographie
- 1952 : L'Homme à l'affût (The Sniper) d'Edward Dmytryk : Millie
- 1952 : Holiday for Sinners : Susan's younger sister (as Kay Sharpe)
- 1952 : Strange Fascination : June
- 1952 : Army Bound : Jane Harris
- 1952 : Bomba and the Jungle Girl : Linda Ward
- 1953 : The Vanquished : Lucy Colfax
- 1953 : Mexican Manhunt : Linda Morgan
- 1954 : Écrit dans le ciel (The High and the Mighty) de William A. Wellman : Nell Buck
- 1955 : Mad at the World : Tess
- 1955 : L'Homme au fusil (Man with the Gun) de Richard Wilson : Stella Atkins
- 1956 : Man in the Vault : Betty Turner
- 1958 : Tarawa, tête de pont (Tarawa Beachhead) de Paul Wendkos : Paula Nelson
- 1959 : Johnny Ringo (série TV) : Laura Thomas (unknown episodes)
- 1964 : Jerry chez les cinoques (The Disorderly Orderly) : Julie Blair
- 1965 et 1966 : Les Mystères de l'Ouest (The Wild Wild West), de Michael Garrison (série TV)
  - La Nuit des Esprits de Feu (The Night of the Flaming Ghost), Saison 1 épisode 19, de Lee H. Katzin (1965) : Barbara Bosley
  - La Nuit du Cadavre (The Night of the Ready-Made Corpse), Saison 2 épisode 11, de Irving J. Moore (1966) : Rose Murphy
- 1967 : Valley of Mystery (TV) : Connie Lane